# 힐베르트 다항식
대수기하학에서 힐베르트 다항식(Hilbert多項式, 영어: Hilbert polynomial)은 대수다양체의 함수 대수의 모양을 담고 있는, 생성함수의 일종이다.

## 정의

### 힐베르트 급수와 힐베르트 함수
체 {\displaystyle K} 위의 등급 벡터 공간 {\displaystyle S}가 주어졌다고 하고, 각 등급의 차원이 유한하다고 하자.
{\displaystyle S=\bigoplus _{i\in \mathbb {N} }S_{i}}
{\displaystyle \dim _{K}S_{i}<\aleph _{0}\forall i\in \mathbb {N} }
{\displaystyle S}의 힐베르트 급수(Hilbert級數, 영어: Hilbert series) 또는 힐베르트-푸앵카레 급수(Hilbert-Poincaré級數, 영어: Hilbert–Poincaré series)는 다음과 같은 형식적 멱급수이다.
{\displaystyle \operatorname {HS} _{S}(t)=\sum _{i\in \mathbb {N} }(\dim _{K}S_{i})t^{i}\in \mathbb {Z} [[t]]}
{\displaystyle S}의 힐베르트 함수(Hilbert函數, 영어: Hilbert function)는 다음과 같은, 자연수의 집합에서 자연수의 집합으로 가는 함수이다.:42:51
{\displaystyle \operatorname {HF} _{S}\colon \mathbb {N} \to \mathbb {N} }
{\displaystyle \operatorname {HF} _{S}\colon i\mapsto \dim _{K}S_{i}}

### 힐베르트 다항식
만약 다음 조건을 만족시키는 다항식 {\displaystyle \operatorname {HP} _{S}(t)\in \mathbb {Q} [t]} 및 자연수 {\displaystyle r\in \mathbb {N} }가 존재한다면, 이를 {\displaystyle S}의 힐베르트 다항식이라고 한다.:42:52
{\displaystyle \operatorname {HP} _{S}(i)=\operatorname {HF} _{S}(i)\forall i\geq r}
위 조건을 만족시키는 최소의 {\displaystyle r}를 {\displaystyle S}의 힐베르트 정칙성(Hilbert正則性, 영어: Hilbert regularity)이라고 한다.

## 성질

### 가법성
힐베르트 다항식과 힐베르트 급수는 짧은 완전열에 대하여 가법적이다. 즉, 체 {\displaystyle K} 위의 세 개의 유한 생성 등급 가환 결합 대수 {\displaystyle A}, {\displaystyle B}, {\displaystyle C}가 주어졌고, 이들이 등급 {\displaystyle K}-가군의 짧은 완전열
{\displaystyle 0\to A\to B\to C\to 0}
을 이룬다면, 다음이 성립한다.
{\displaystyle \operatorname {HS} _{A}(t)+\operatorname {HS} _{C}(t)=\operatorname {HS} _{B}(t)}
{\displaystyle \operatorname {HP} _{A}(t)+\operatorname {HP} _{C}(t)=\operatorname {HP} _{B}(t)}
이는 짧은 완전열에서 (등급) 벡터 공간의 차원이 가법적이기 때문이다.

### 힐베르트-세르 정리
{\displaystyle S}가 단순히 등급 벡터 공간이 아니라, 유한 생성 등급 가환 단위 결합 대수라고 하자. 힐베르트-세르 정리(영어: Hilbert–Serre theorem)에 따르면, {\displaystyle S}는 항상 힐베르트 다항식을 갖는다.:42, Theorem 1.11:51, Theorem I.7.5
구체적으로, 생성원들이 {\displaystyle s_{1},\dots ,s_{h}\in S_{1}}라고 하자. 그렇다면 힐베르트 급수는 다음과 같은 꼴을 취한다. 여기서 {\displaystyle P_{S}(t)}는 양의 정수 계수의 다항식이다.
{\displaystyle \operatorname {HS} _{S}(t)=P_{S}(t)\prod _{k=1}^{h}(1-t^{\deg s_{i}})^{-1}}
{\displaystyle P_{S}=\sum _{i=0}^{\deg P_{S}}P_{i}t^{i}\in \mathbb {Z} [t]}
만약 모든 생성원의 등급이 1일 경우, 이는 다음과 같다.
{\displaystyle \operatorname {HS} _{S}(t)={\frac {P_{S}(t)}{(1-t)^{h}}}=P_{S}(t)\sum _{i=0}^{\infty }{\binom {i+h-1}{h-1}}t^{i}}
따라서,
{\displaystyle \operatorname {HF} _{S}(i)=\sum _{j=0}^{\deg P_{S}}P_{j}{\binom {i-j+h-1}{h-1}}}
이다. 이는 {\displaystyle i}에 대한 다항식이므로,
{\displaystyle \operatorname {HP} _{S}(t)=\sum _{j=0}^{\deg P_{S}}P_{j}{\frac {(t-j+h-1)(t-j+h-2)\cdots (t-j)}{(h-1)!}}\in \mathbb {Q} [t]}
로 놓으면
{\displaystyle \operatorname {HF} _{S}(i)=\operatorname {HP} _{S}(i)\quad \forall i\geq \deg P_{S}+1-h}
이다. 즉, 등급이 1인 유한 개의 생성원들로 생성되는 등급 가환 단위 결합 대수의 경우 힐베르트 다항식이 항상 존재하며, 이 경우 힐베르트 정칙성은 {\displaystyle \deg P_{S}+1-h} 이하이다.
보다 일반적으로, 생성원들의 등급이 1이 아닐 경우에도 마찬가지 논리로 힐베르트 다항식이 존재한다.

## 응용
대수기하학에서, 힐베르트 다항식은 다양하게 응용된다.

### 사영 대수다양체
대수적으로 닫힌 체 {\displaystyle K} 위의 {\displaystyle n}차원 사영 공간
{\displaystyle \mathbb {P} _{k}^{n}=\operatorname {Proj} K[x_{0},x_{1},\dots ,x_{n}]}
은 다항식 등급환 {\displaystyle K[x_{0},\dots ,x_{n}]}의 사영 스펙트럼이며, 그 속의 사영 대수다양체 {\displaystyle \operatorname {Proj} (K[x_{0},x_{1},\dots ,x_{n}]/I)}는 동차 아이디얼 {\displaystyle I\subset K[x_{0},x_{1},\dots ,x_{n}]}에 의하여 정의된다. 이 경우, 사영 대수다양체
{\displaystyle X=\operatorname {Proj} (K[x_{0},x_{1},\dots ,x_{n}]/I)}
의 동차 좌표환 {\displaystyle K[x_{0},x_{1},\dots ,x_{n}]/I}의 힐베르트 다항식 {\displaystyle \operatorname {HP} _{X}}는 사영 대수다양체의 기하학적 성질과 다음과 같이 대응한다.
- {\displaystyle \operatorname {HP} _{X}}의 (다항식으로서의) 차수는 {\displaystyle X}의 차원과 같다.[2]:51, Theorem I.7.5
- {\displaystyle \operatorname {HP} _{X}}의 최고차항의 계수는 {\displaystyle X}의 (대수다양체로서의) 차수와 {\displaystyle X}의 차원의 계승 (수학)의 비이다.[2]:52–54
{\displaystyle \operatorname {HP} _{X}(d)={\frac {\deg X}{(\dim X)!}}d^{\dim X}+{\mathcal {O}}(d^{\dim X-1})}

### 리만-로흐 문제
대수적으로 닫힌 체 {\displaystyle K} 위의 비특이 대수다양체 {\displaystyle X} 위에 선다발 {\displaystyle {\mathcal {L}}}이 주어졌다고 하자. 이 경우, 히르체브루흐-리만-로흐 정리에 따라,
{\displaystyle \chi ({\mathcal {L}}^{\otimes n})=\int _{X}\exp(c_{1}({\mathcal {L}}^{\otimes n})\operatorname {Td} (X)=\int _{X}\sum _{i=1}^{\dim X}{\frac {n^{i}}{i!}}c_{1}({\mathcal {L}})\operatorname {Td} (X)=P(n)\in \mathbb {Q} [n]}
이며, {\displaystyle P(n)}은 차수 {\displaystyle \dim X}의 유리수 계수 다항식이다. 만약 {\displaystyle {\mathcal {L}}}이 매우 풍부한 선다발이라면, 충분히 큰 {\displaystyle n}에 대하여 {\displaystyle H^{i}(X,{\mathcal {L}}^{\otimes n})=0\forall i>0}이며, 또한 사영 공간으로의 매장
{\displaystyle \iota \colon X\hookrightarrow \mathbb {P} ^{k}}
{\displaystyle \iota ^{*}{\mathcal {O}}(1)={\mathcal {L}}}
이 존재한다. {\displaystyle P(n)}은 이 매장에 대한 힐베르트 다항식을 이룬다.:170, Exercise II.7.6
{\displaystyle \chi (X,{\mathcal {L}}^{\otimes n})=\operatorname {HP} _{\iota (X)}(n)\qquad \forall n}
{\displaystyle \dim \Gamma (X,{\mathcal {L}}^{\otimes n}=\chi (X,{\mathcal {L}}^{\otimes n})=\operatorname {HP} _{\iota (X)}(n)\qquad \forall n\gg 1}
이에 따라서, 힐베르트 다항식의 0에서의 값은 {\displaystyle X}의 오일러 지표가 된다.
{\displaystyle \chi (X)=\operatorname {HP} _{\iota (X)}(0)}
보다 일반적으로, 만약 {\displaystyle {\mathcal {L}}}이 풍부한 선다발이라면, 여전히 {\displaystyle \chi (X,{\mathcal {L}}^{\otimes n})}은 다항식을 이루며, 이를 힐베르트 다항식으로 여길 수 있다.

### 힐베르트-사뮈엘 함수
뇌터 가환 국소환 {\displaystyle (R,{\mathfrak {m}})}의 유한 생성 가군 {\displaystyle M} 및 {\displaystyle R}의 으뜸 아이디얼 {\displaystyle {\mathfrak {q}}}가 주어졌을 때, 등급 {\displaystyle R}-가군
{\displaystyle \bigoplus _{i=0}^{\infty }{\mathfrak {q}}^{i}M/{\mathfrak {q}}^{i+1}M}
을 정의하자. (여기서 {\displaystyle {\mathfrak {m}}^{0}=R}로 정의한다.) 이 경우, {\displaystyle R}-가군을 가군의 길이로 측정한다면, 힐베르트-사뮈엘 함수(영어: Hilbert–Samuel function)
{\displaystyle \operatorname {HF} _{M}^{\mathfrak {q}}(i)=\operatorname {length} \left({\mathfrak {q}}^{i}M/{\mathfrak {q}}^{i+1}M\right)}
를 정의할 수 있다. 이에 대하여 항상 힐베르트 다항식이 존재함을 보일 수 있으며, 이 힐베르트 다항식을 힐베르트-사뮈엘 다항식(영어: Hilbert–Samuel polynomial)이라고 한다.:272, Proposition 12.2
힐베르트-사뮈엘 다항식 {\displaystyle \operatorname {HP} _{M}^{\mathfrak {q}}(t)}의 차수는 {\displaystyle M}의 크룰 차원보다 1만큼 작다.:274, Theorem 12.4
{\displaystyle \deg \operatorname {HP} _{M}^{\mathfrak {q}}(t)=\dim M-1}

## 예

### 사영 공간
사영 공간의 힐베르트 다항식은 다음과 같다.:52, Proposition I.7.6(c) 다항식환
{\displaystyle R=K[x_{0},x_{1},\dots ,x_{n}]}
에서, 힐베르트 함수는 다음과 같다.
{\displaystyle \dim _{K}R_{d}={\binom {n+d}{n}}={\frac {1}{n!}}(d+n)(d+n-1)\dotsm (d+1)}
따라서, 힐베르트 다항식은 이와 같다.
{\displaystyle \operatorname {HP} _{R}(d)={\frac {1}{n!}}(d+n)(d+n-1)\dotsm (d+1)={\frac {1}{n!}}d^{n}+\cdots }
대수기하학적으로, 사영 공간을 스스로에 매장된 사영 대수다양체로 여긴다면, 이는 {\displaystyle n}차원의 1차 사영 대수다양체임을 알 수 있다.

### 여차원 1의 초곡면
다항식환
{\displaystyle R=K[x_{0},x_{1},\dots ,x_{n}]}
속에서, {\displaystyle k}차 동차다항식 {\displaystyle f\in R_{k}}로 생성되는 동차 아이디얼 {\displaystyle (f)}에 대한 몫등급환 {\displaystyle R/(f)}의 힐베르트 함수는 다음과 같이 계산할 수 있다.:52, Proposition I.7.6(d) 짧은 완전열
{\displaystyle 0\to R(-k){\xrightarrow {\cdot f}}R\to R/(f)\to 0}
으로 인하여, 힐베르트 함수 및 힐베르트 다항식은 다음과 같다.
{\displaystyle \operatorname {HP} (d)=\dim _{K}(R/(f))_{d}=\dim _{K}R_{d}-\dim _{K}R_{d-k}={\binom {n+d}{n}}-{\binom {n+d-k}{n}}={\frac {k}{(n-1)!}}d^{n-1}+{\mathcal {O}}(d^{n-2})}
이를 대수기하학적으로 해석하면 {\displaystyle k}차 동차다항식의 영점 집합은 {\displaystyle n}차원 사영 공간 속에서 {\displaystyle n-1}차원 {\displaystyle k}차 사영 대수다양체를 정의한다.

### 대수 곡선
종수 {\displaystyle g}의 비특이 대수 곡선 {\displaystyle C} 위의 매우 풍부한 선다발 {\displaystyle {\mathcal {L}}}을 통하여, {\displaystyle C}를 사영 공간에 매장하였다고 하자.
{\displaystyle \iota \colon C\hookrightarrow \mathbb {P} ^{n}}
{\displaystyle {\mathcal {L}}=\iota ^{*}{\mathcal {O}}(1)}
이 경우, 힐베르트 다항식은 다음과 같다.
{\displaystyle \operatorname {HF} _{C}(t)=(\deg {\mathcal {L}})t+(g-1)}
여기서 {\displaystyle \deg {\mathcal {L}}}은 {\displaystyle {\mathcal {L}}}을 정의하는 인자의 차수이다. 즉, 대수 곡선의 차수는 그 위의 인자의 차수와 일치한다.

### 대수 곡면
산술 종수 {\displaystyle p_{\text{a}}=\chi (X;{\mathcal {O}}_{X})-1}의 대수 곡면 {\displaystyle X} 위에, 매우 풍부한 선다발 {\displaystyle {\mathcal {L}}}이 주어졌다고 하고, 이에 대응하는 베유 인자가 {\displaystyle D}라고 하자. 그렇다면 이에 대한 단면으로서 사영 공간으로의 매장
{\displaystyle \iota \colon X\hookrightarrow \mathbb {P} ^{\dim \Gamma (X,{\mathcal {L}})-1}}
{\displaystyle \iota ^{*}{\mathcal {O}}(1)={\mathcal {L}}}
이 유도되며, 이에 대한 힐베르트 다항식은 곡면 리만-로흐 정리에 따라서 다음과 같다.
{\displaystyle \operatorname {HP} _{\iota (X)}(n)=\chi (X;{\mathcal {L}}^{\otimes n})={\frac {1}{2}}n^{2}D.D-{\frac {1}{2}}nD.K+p_{\text{a}}(X)+1}
여기서 {\displaystyle K_{X}}는 {\displaystyle X}의 표준 인자이다. 즉, 이 경우 매장의 차수는 자기 교차수 {\displaystyle D.D}이며, 힐베르트 다항식의 1차 계수는 {\displaystyle \iota ^{*}{\mathcal {O}}(1)}과 표준 인자의 교차수의 절반이다.

## 같이 보기
- 힐베르트 스킴

## 참고 문헌
1. 1 2 3 4 5  Eisenbud, David (1995). 《Commutative algebra with a view toward algebraic geometry》. Graduate Texts in Mathematics (영어) 150. Springer-Verlag. doi:10.1007/978-1-4612-5350-1. ISBN 978-0-387-94269-8. ISSN 0072-5285. MR 1322960. Zbl 0819.13001.
2. 1 2 3 4 5 6 7 8  Hartshorne, Robin (1977). 《Algebraic geometry》. Graduate Texts in Mathematics (영어) 52. Springer. doi:10.1007/978-1-4757-3849-0. ISBN 978-0-387-90244-9. ISSN 0072-5285. MR 0463157. Zbl 0367.14001.

- Schenck, Hal (2003). 《Computational Algebraic Geometry》 (영어). Cambridge University Press. ISBN 978-0-521-53650-9. MR 011360.
- Stanley, Richard (1978). 《Hilbert functions of graded algebras》. 《Advances in Mathematics》 (영어) 28. 57–83쪽. doi:10.1016/0001-8708(78)90045-2. MR 0485835.